# Lista delle valli d'Italia

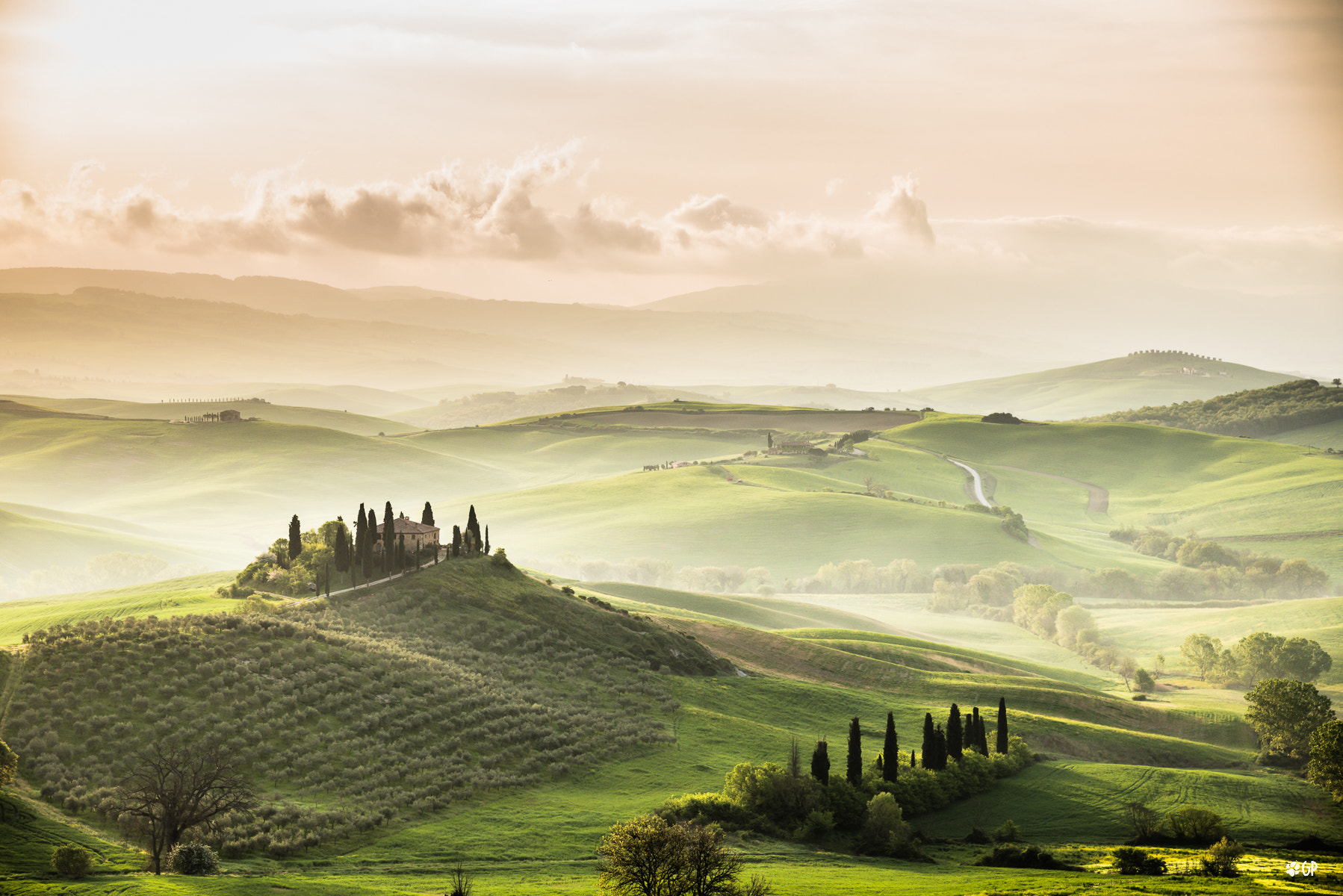
La Val d'Orcia è stata inserita dall'UNESCO nella lista dei patrimoni dell'umanità nel 2004.

Questa è una lista di un progetto wikimedia che elenca le principali valli d’Italia.
La lista è stata fatta inserendo al suo interno solo le principali valli d’Italia, selezionandole per importanza storica e geografia. Non è dunque una mera lista di tutte le valli d’Italia.

## Lista

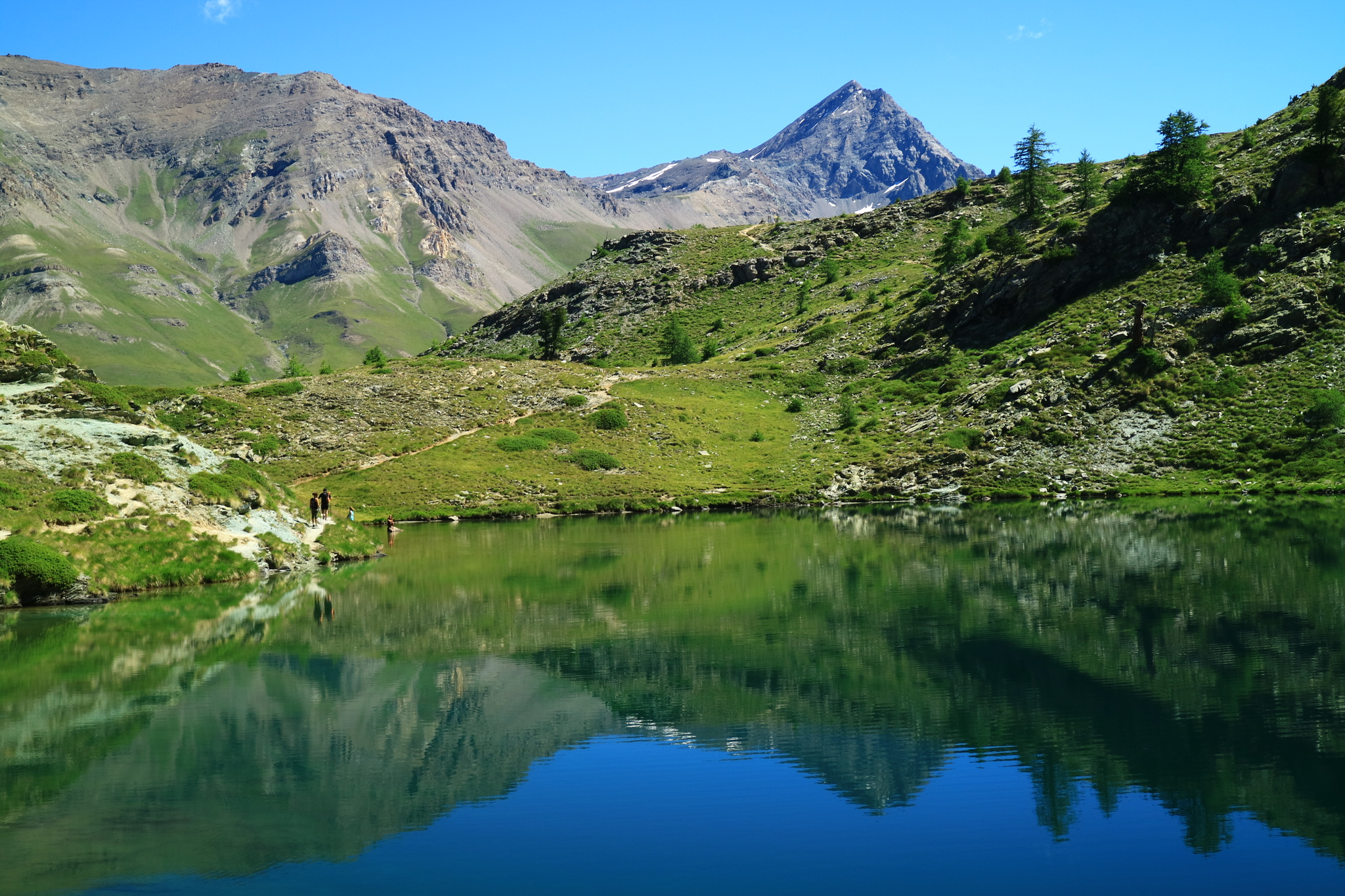
Valle di Cogne

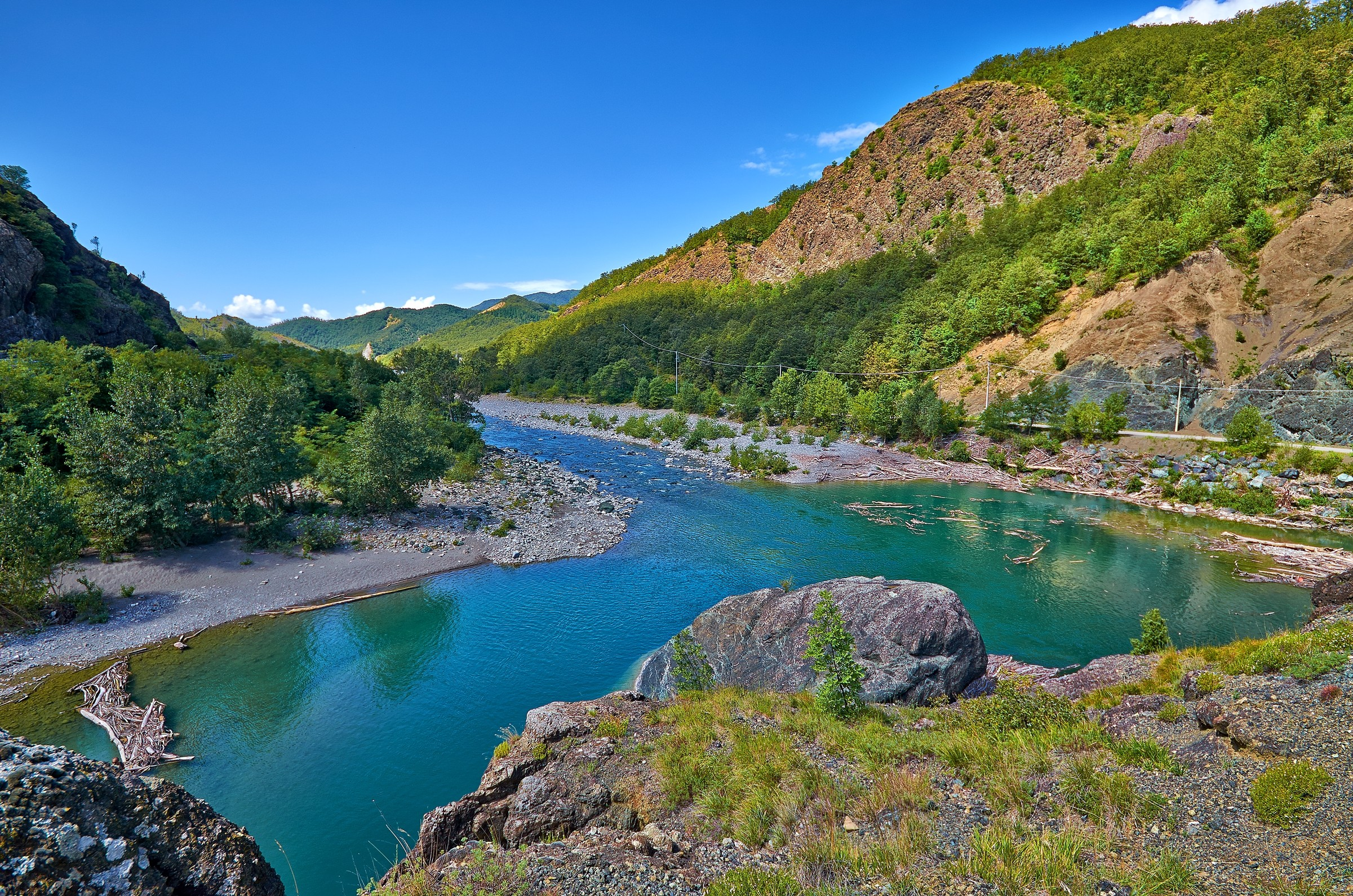
Val di Taro

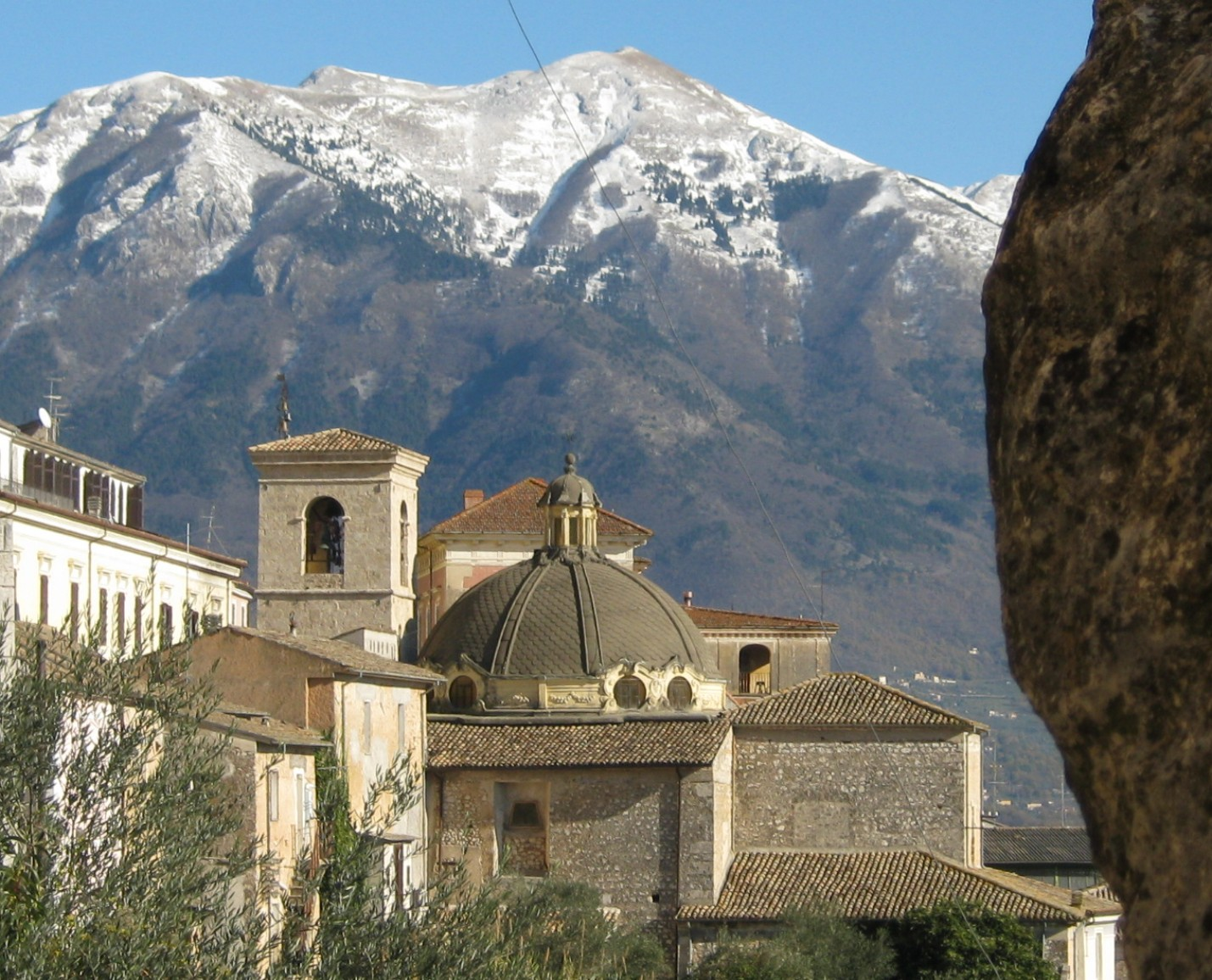
Valle di Comino

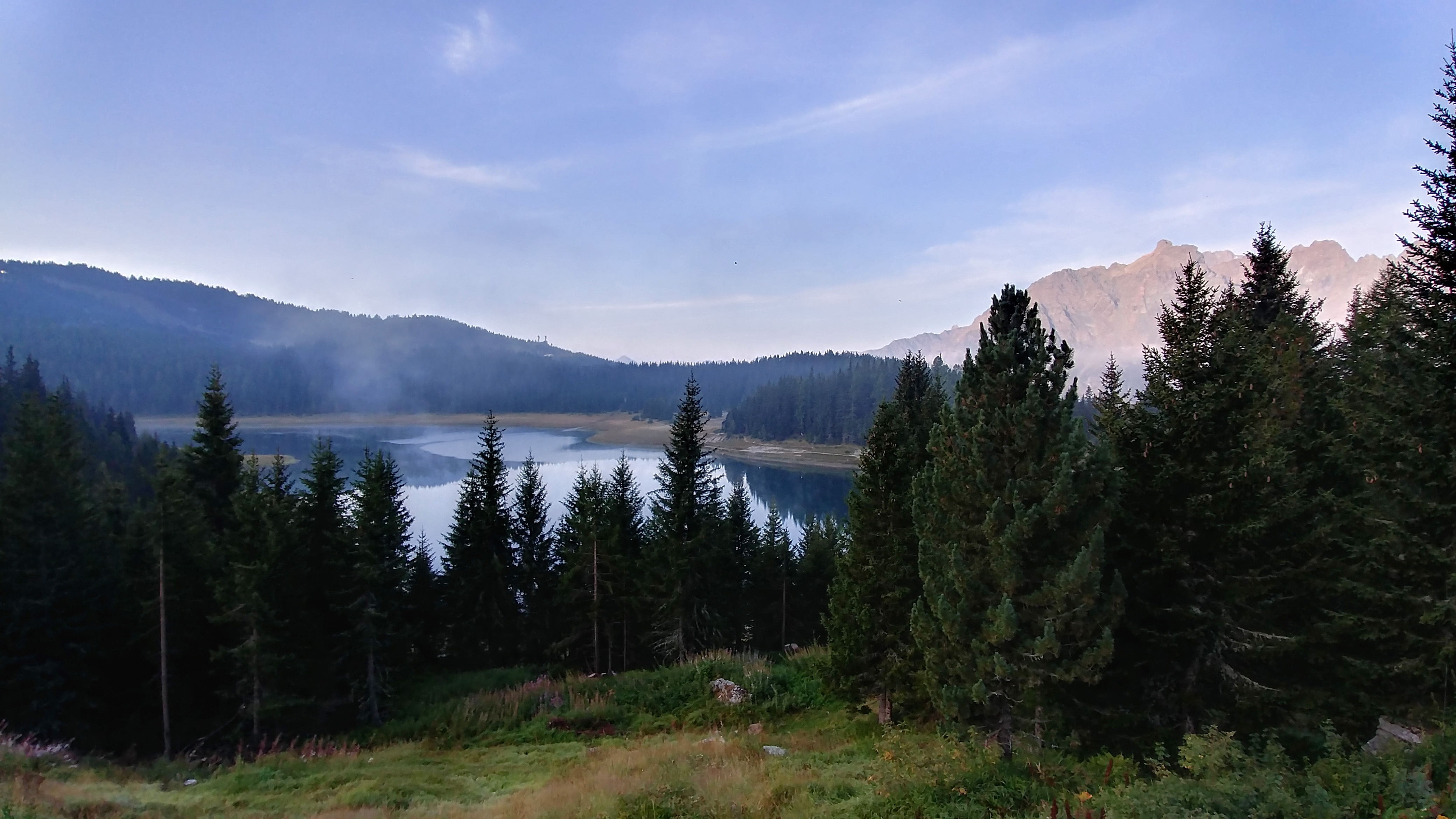
Valtellina

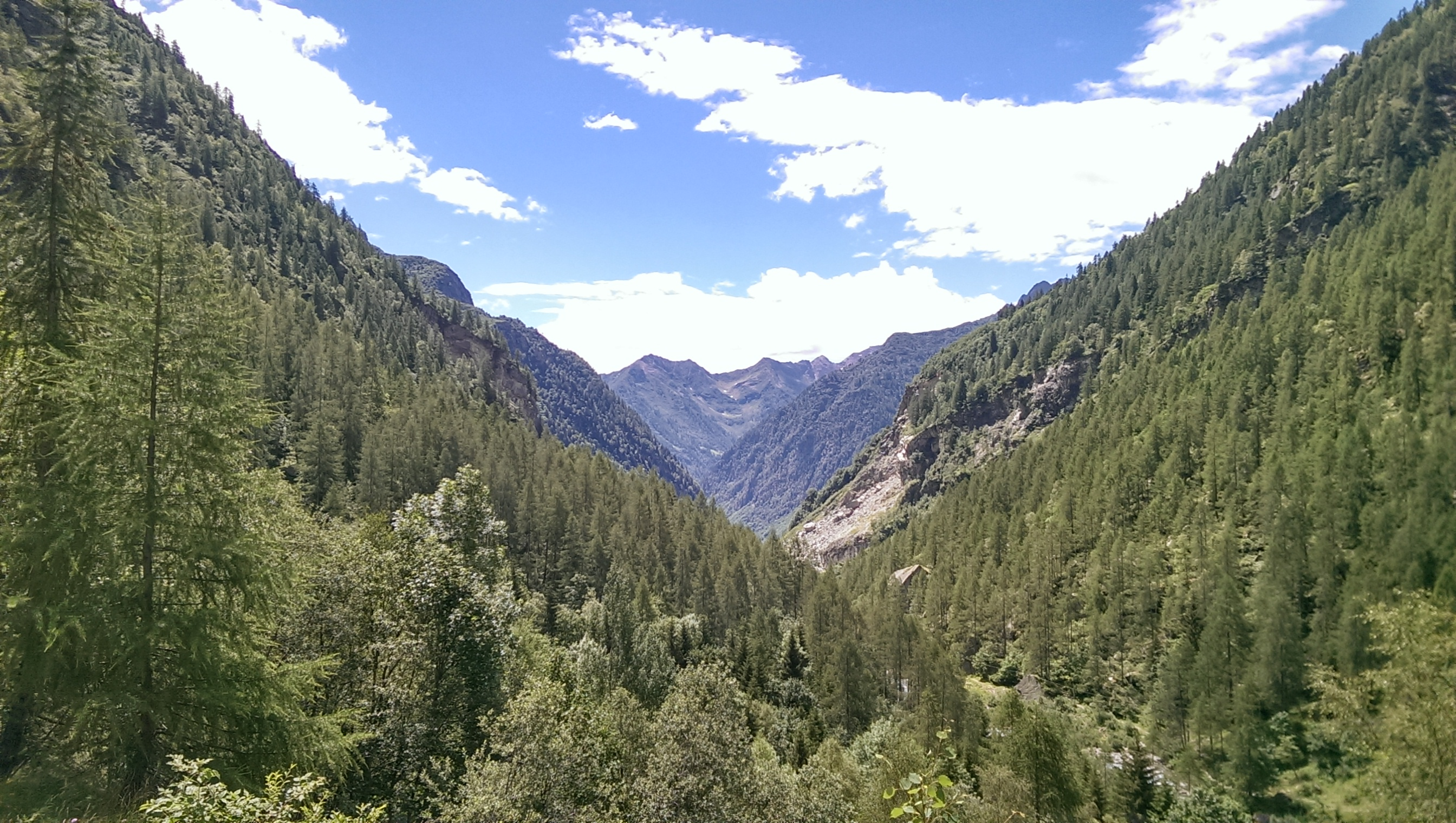
Valsesia

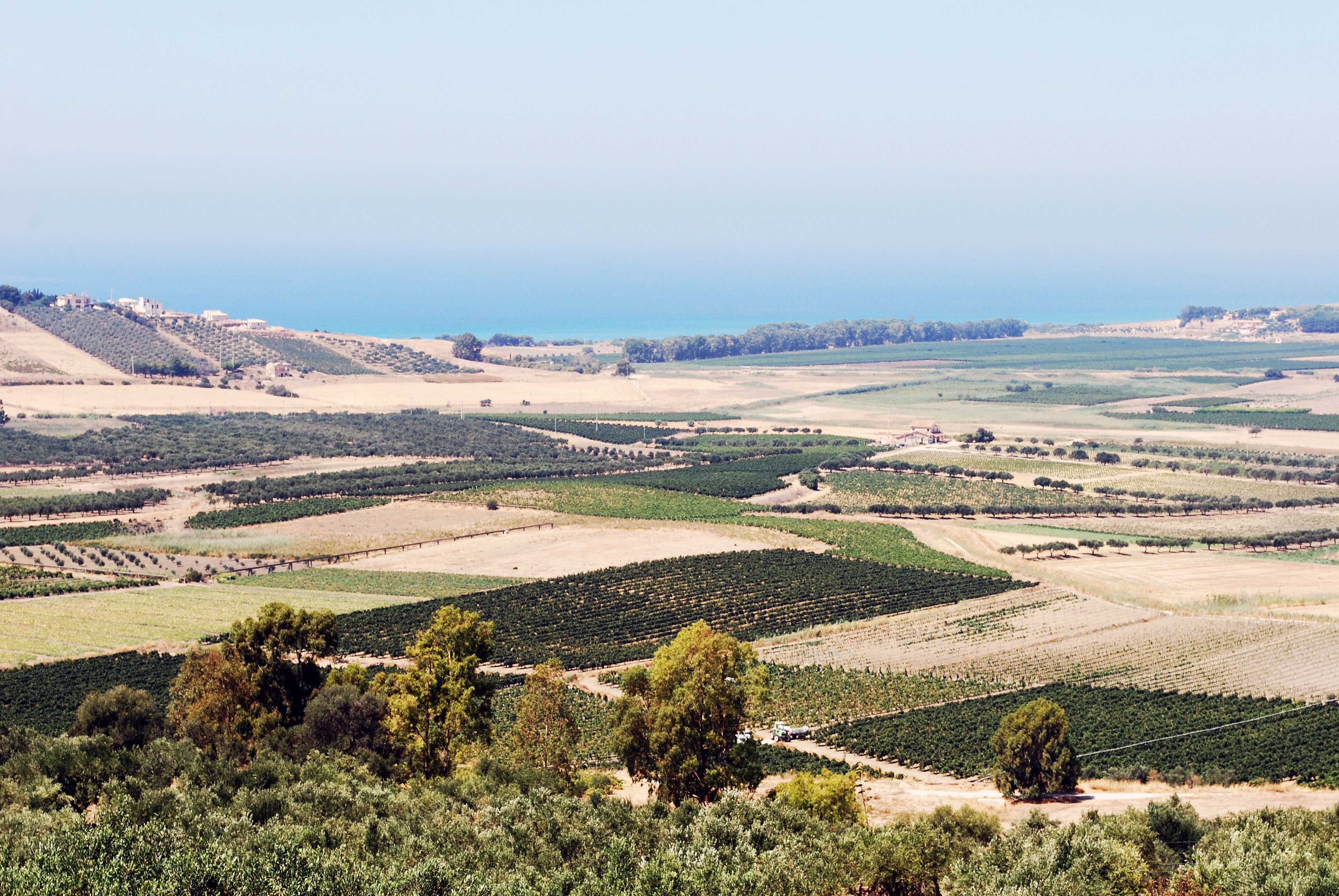
Valle del Belice

### Abruzzo
- Valle Peligna
- Valle dell'Aterno
- Val di Foro
- Val Pescara
- Val di Sangro
- Valle di Teve
- Valle del Tirino
- Alto Sangro
- Valle di Amplero
- Val d'Arano
- Vallelonga
- Val Cervara
- Val Fondillo
- Valle del Giovenco
- Valle del Piomba

### Valle D’Aosta
- Val d'Ayas

- Valle di Cogne
- Val Ferret
- Valdigne
- Valnontey
- Valpelline
- Val Veny
- Valle di Champorcher
- Vallone di Champdepraz
- Valle del Gran San Bernardo
- Valle del Lys
- Valeille
- Vallone dell'Urtier
- Vallone di Saint-Marcel

### Puglia
- Valle d'Itria
- Valle del Cervaro
- Valmaggiore

### Calabria
- Vallata del Bonamico
- Valle del Crati
- Valle del Crocchio
- Valle del Ferro
- Valle del Mercure
- Val di Neto
- Vallata del Precariti
- Vallata dello Stilaro
- Vallata del Torbido
- Vallata del Tuccio

### Campania
- Valle del Cervaro
- Valle del Miscano
- Valle dell'Ufita
- Vallo di Diano
- Vallone dei Mulini

### Emilia-Romagna
- Val d'Aveto
- Val di Taro
- Val Nure

### Friuli-Venezia Giulia
- Valle Rosandra

### Lazio
- Valle di Comino
- Valle Latina
- Vallelunga
- Valle di Rieti

### Liguria
- Val d'Aveto
- Val Polcevera

### Lombardia
- Val Brembana
- Val Camonica
- Val Trompia
- Val Taleggio
- Val Bregaglia
- Valle Spluga

### Piemonte
- Val Borbera
- Valle Antigorio
- Val Chisone
- Valle Gesso
- Valle Grana
- Valle Germanasca
- Valle Orco
- Valle Po
- Val Pellice
- Valsesia
- Valle Sessera
- Valle di Mosso
- Val di Susa
- Val Vogna

### Sardegna
- Val Piscinamanna

### Sicilia
- Valle del Belice

### Alto Adige

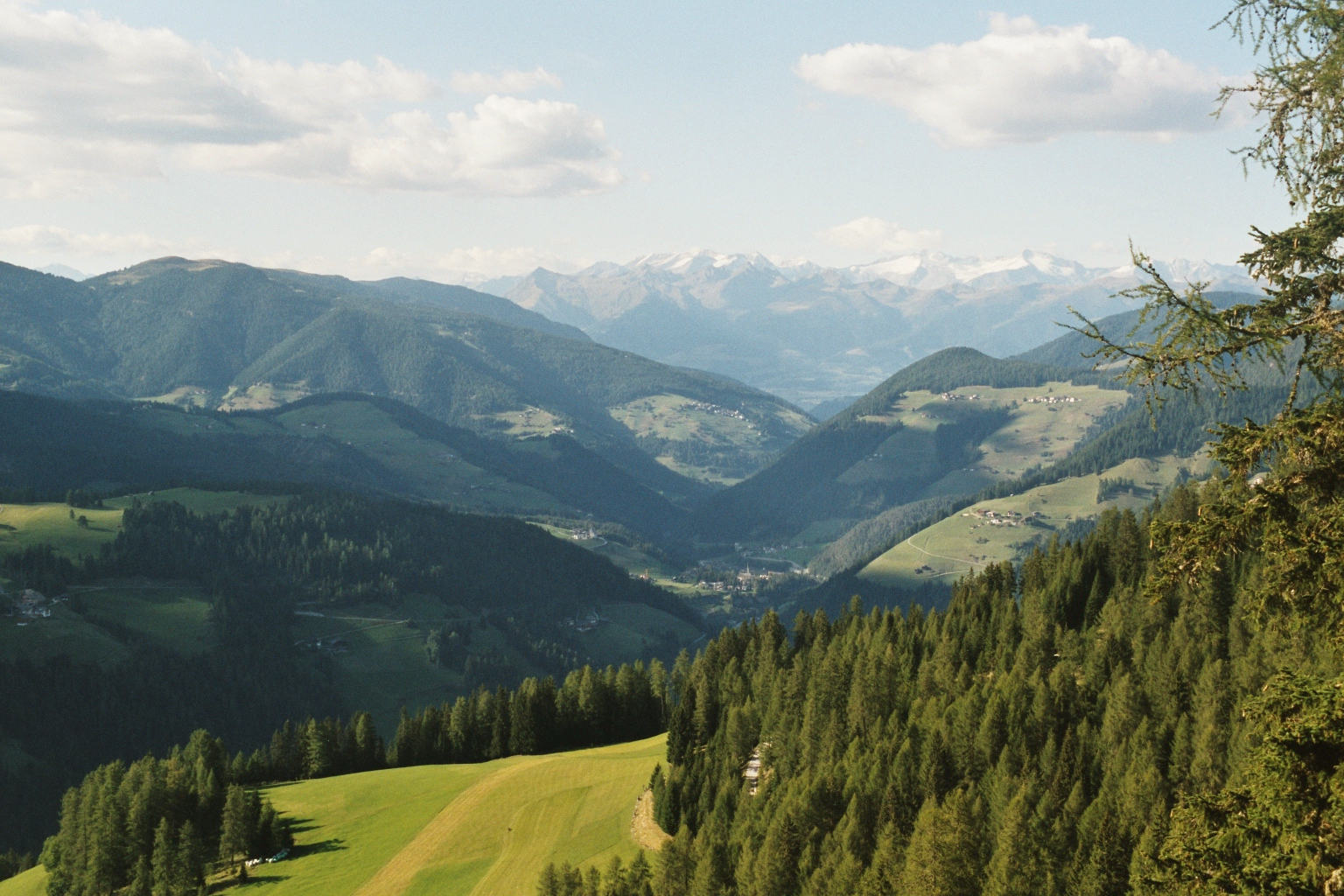
Val Badia

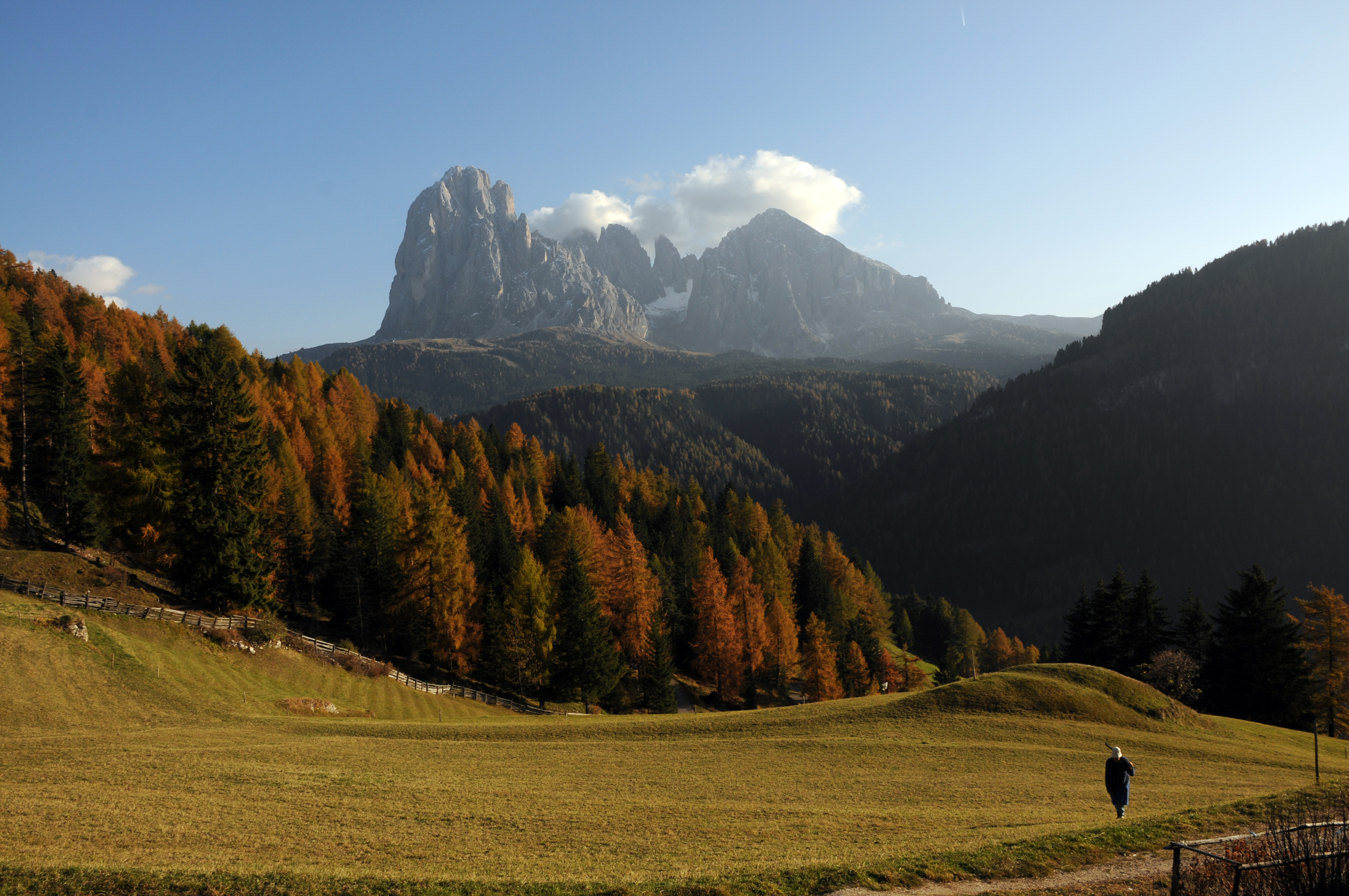
Val Gardena

- Val Passiria
- Val Pusteria
- Val Gardena
- Val Badia

### Trentino

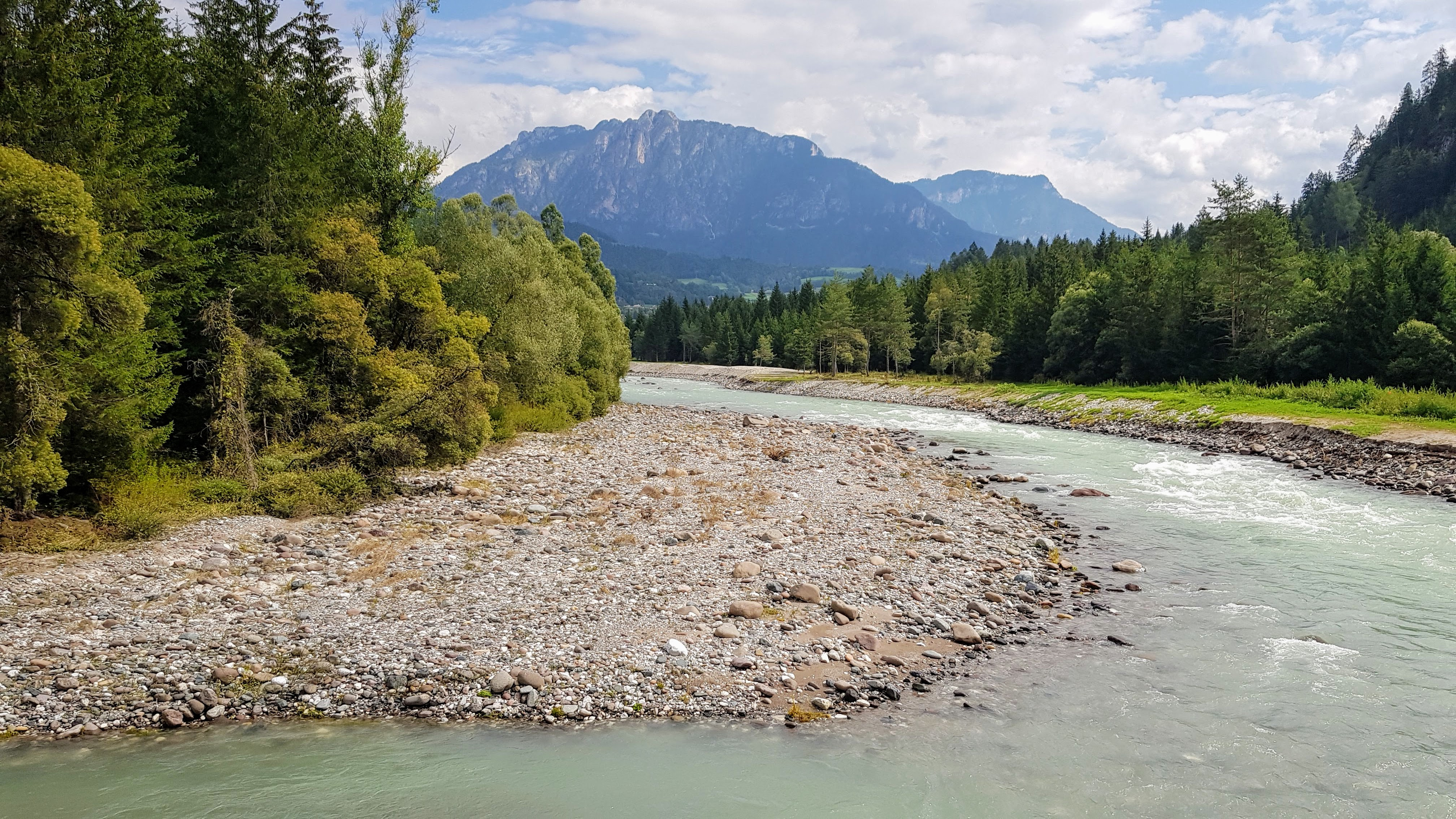
Val di Fiemme

- Val Brenta
- Bersntol
- Val di Fassa
- Val di Fiemme
- Giudicarie
- Val Lagarina
- Valle di Noana
- Val di Non
- Primiero
- Val di Sole
- Val Rendena
- Valsugana

### Toscana
- Casentino
- Valdelsa
- Mugello
- Val d'Orcia
- Val di Merse
- Valdarno
- Valdichiana
- Valdinievole
- Valtiberina

### Umbria
- Valdichiana
- Valtiberina